# كوستا سميرالدا (سفينة)
كوستا سميرالدا (بالإنجليزية: Costa Smeralda)‏ هي سفينة سياحية تديرها شركة كوستا للرحلات البحرية، تم بنائها في أحواض شركة ماير توركو ودخلت الخدمة في عام 2019.